# Negoești (okręg Călărași)
Negoești – wieś w Rumunii, w okręgu Călărași, w gminie Șoldanu. W 2011 roku liczyła 1114 mieszkańców.